# Dendrograptidae
Famille
Genres de rang inférieur
- † Airograptus Ruedemann, 1916
- † Aspidograptus Bulman, 1934
- † Cactograptus Ruedemann, 1908
- † Callograptus Hall, 1865
- † Calyxdendrum Kozłowski, 1960
- † Capillograptus Bouček, 1957
- † Dendrograptus Hall, 1858
- † Denticulograptus Schmidt, 1939
- † Desmograptus Hopkinson in Hopkinson & Lapworth, 1875
- † Dictyonema Hall, 1851
- † Graptolodendrum Kozłowski, 1966
- † Licnograptus Ruedemann, 1947
- † Odontocaulis Lapworth, 1881
- † Ophigraptus Jaeger, 1992
- † Ophiograptus Poulsen, 1937
- † Pseudocallograptus Skevington, 1963
- † Pseudodictyonema Bouček, 1957
- † Pseudoreticulograptus J. Kraft, 1977
- † Ptilograptus Hall, 1865
- † Ptiograptus Ruedemann, 1908
- † Rhizograptus Lapworth, 1881
- † Ruedemannograptus Termier & Termier, 1948
- † Stelechiocladia Počta, 1894
- † Streptograptus Ruedemann, 1947
- † Zigzagigraptus Yu, 1962

Les Dendrograptidae sont une famille éteinte de graptolites dendroïdes, des animaux marins en forme de dendrites ou de branches, avec un grand nombre d'axes par branche.

## Liste des espèces
- †Airograptus Ruedemann, 1916
- †Aspidograptus Bulman, 1934
- ? †Cactograptus Ruedemann, 1908
- †Callograptus Hall, 1865
- †Calyxdendrum Kozłowski, 1960
- †Capillograptus Bouček, 1957
- †Dendrograptus Hall, 1858
- †Denticulograptus Schmidt, 1939
- †Desmograptus Hopkinson in Hopkinson & Lapworth, 1875
- †Dictyonema Hall, 1851
- †Graptolodendrum Kozłowski, 1966
- †Licnograptus Ruedemann, 1947
- †Odontocaulis Lapworth, 1881
- †Ophigraptus Jaeger, 1992
- †Ophiograptus Poulsen, 1937
- †Pseudocallograptus Skevington, 1963
- †Pseudodictyonema Bouček, 1957
- †Ptilograptus Hall, 1865
- †Ptiograptus Ruedemann, 1908
- †Rhabdinopora (†Dictyograptus) Paškevičius, 2011
- †Rhizograpsus Spencer, 1878
- ? †Ruedemannograptus Termier & Termier, 1948
- †Stelechiocladia Počta, 1894
- †Streptograptus Ruedemann, 1947
- †Zigzagigraptus Yu, 1962